# Another Cinderella Story EP
Another Cinderella Story EP è un EP della cantante statunitense Selena Gomez, pubblicato nel 2009. Si tratta di un disco contenente brani estratti dalla colonna sonora del film Another Cinderella Story.

## Tracce
1. Tell Me Something I Don't Know – 3:20
2. Bang a Drum – 3:12
3. New Classic (single version) – 3:09
4. Tell Me Something I Don't Know (music video) – 3:20
5. New Classic (with Drew Seeley; music video) – 3:30